# اسکار (مجموعه نمایش خانگی)
اسکار مجموعه نمایش خانگی با اجرا و کارگردانی مهران مدیری و تهیه کنندگی محمد شریفی و کژال نوری محصول ۱۴۰۲ است. در این مجموعه نیما شعبان‌نژاد به عنوان دستیار مجری حضور دارد. این برنامه برگرفته از رئالیتی شویی به نام Taskmaster (کارفرما) محصول بریتانیا است. پخش اسکار از ۱۸ دی ۱۴۰۲ در پلتفرم (فیلیمو) آغاز شد.

## ساختار برنامه
در هر فصل برنامه ۴ مهمان چالش‌هایی را که از سمت مهران مدیری مشخص می‌شود، انجام می‌دهند. هر فرد تلاش می‌کند چالش خود را به خلاقانه‌ترین روش ممکن انجام دهد و رقابت بر سر تندیس اسکار خواهد بود. در پایان هر فصل ۴ قسمتی، نحوه انجام چالش‌های آن‌ها، توسط مجری و دستیار او و بینندگان، بررسی می‌شود و امتیاز دریافت می‌کنند و با جمع امتیازهای هر چالش، برنده جایزه اسکار آن فصل مشخص می‌شود. همچنین مهمانی که کمترین امتیاز را دریافت کند، یک مسئولیت اجتماعی برعهده خواهد گرفت.

## شرکت‌کنندگان
| فصل | شرکت‌کنندگان  | شرکت‌کنندگان         | شرکت‌کنندگان             | شرکت‌کنندگان            |
| --- | ------------ | ------------------- | ----------------------- | ---------------------- |
| ۱   | سحر ولد بیگی | الیکا عبدالرزاقی    | غلامرضا نیکخواه (برنده) | نصرالله رادش           |
| ۲   | شکیب شجره    | یوسف صیادی          | نگین معتضدی             | رؤیا میرعلمی (برنده)   |
| ۳   | فرناز رهنما  | امیر کاظمی          | نیکی مظفری              | امیرعلی نبویان (برنده) |
| ۴   | یوسف تیموری  | محیا دهقانی (برنده) | بیتا سحرخیز             | نادر سلیمانی           |
| ۵   | بهنام تشکر   | سمیرا حسن‌پور        | نعیمه نظام‌دوست (برنده)  | محمدرضا هدایتی         |
| ۶   | صحرا اسدالهی | بهرنگ علوی (برنده)  | حدیث میرامینی           | مهران غفوریان          |